# Bernhard von Spanheim

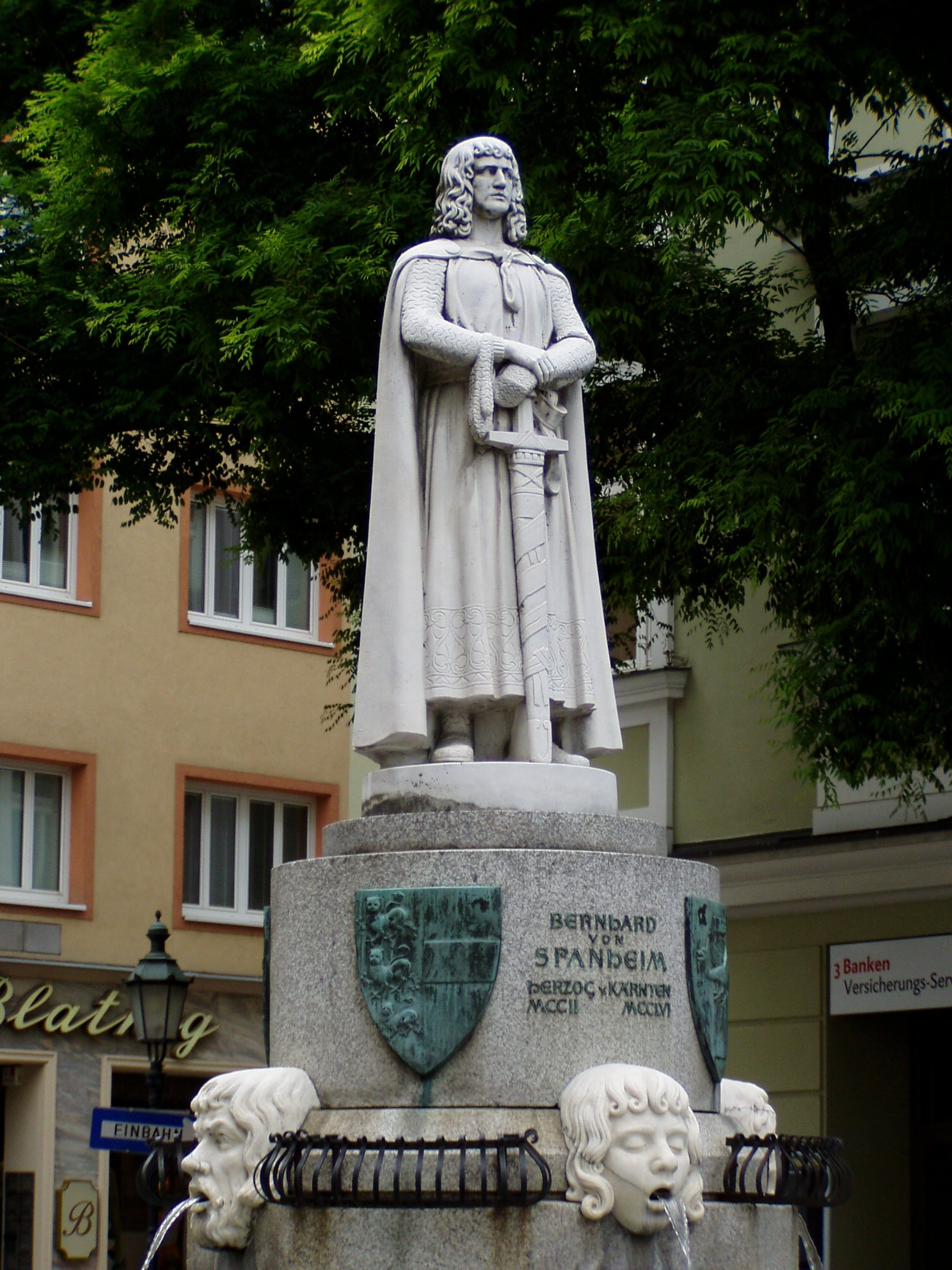
Denkmal für Bernhard von Spanheim; Klagenfurt

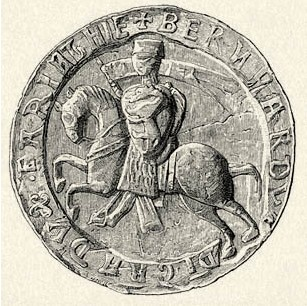
Reitersiegel Herzog Bernhards von Spanheim

Bernhard von Spanheim (* 1176 oder 1181; † 4. Januar 1256 in Völkermarkt) entstammte dem ursprünglich rheinfränkischen Geschlecht der Spanheimer und war einer der bedeutendsten Herzöge von Kärnten. Seine Eltern waren Hermann II. und Agnes von Österreich.

## Leben und Wirken
Bernhard von Spanheim (auch Sponheim) wurde 1202 als Nachfolger seines Bruders Ulrich II. von Spanheim Herzog von Kärnten. Anfänglich war er Anhänger Philipps von Schwaben, dann Ottos IV., und ab 1213 wieder des Staufers Friedrich II. Herzog Bernhard bezeichnete sich selbst als „princeps terre“ (Landesfürst) und bildete das herzogliche Städtedreieck St. Veit an der Glan–Klagenfurt–Völkermarkt. Er wird daher oft auch als Städtegründer bezeichnet. So verlegte er etwa auch die Stadt Klagenfurt von der Glan an den heutigen Ort um den Alten Platz. Er baute eine starke Dienstmannschaft auf und förderte Handel und Verkehr.
Bernhard brachte wichtige Passübergänge nach Süden (u. a. den Loiblpass) unter seine Kontrolle und strebte nach dem Erwerb von Krain (Gründung von Mariabrunn (Kloster Kostanjevica) bei Landstraß/Kostanjevica na Krki), das er seinem Sohn und Nachfolger Ulrich III. von Spanheim (1256–1269) schließlich sichern konnte. Bernhard hatte über seine Gattin Judith, eine Tochter von König Ottokar I. Přemysl, enge Verbindungen zur böhmischen Königsfamilie der Přemysliden. Diese Verbindungen führten schließlich dazu, dass sein bei seinem Tod kinderloser Nachfolger Ulrich III. im Podiebrader Vermächtnis vom 4. Dezember 1268 seinen Cousin Přemysl Ottokar II. zum Erben in Kärnten machte. Bernhard von Spanheim liegt im Stift St. Paul im Lavanttal, der Familiengrablege, begraben.
In der slowenischen Sprach- und Literaturgeschichte wird vielfach auf einen Reimbericht aus dem Frauendienst von Ulrich von Liechtenstein hingewiesen, in dem dieser slowenische Worte des Herzogs Bernhard von Spanheim zitiert. Bernhard hatte ihn bei seiner Durchreise durch Kärnten in Thörl-Maglern/Vrata Megvarje am 1. Mai 1227 auf Slowenisch mit den folgenden Worten begrüßt: „Der fürste und die gesellen sin / mich hiezen willekommen sin. / ir gruoz was gegen mich alsus: / buge waz primi, gralva Venus!“ (Der Fürst und sein Gefolge hießen mich willkommen. Ihr Gruß an mich war so: „Gott zum Gruß, königliche Venus“). Ulrich war als Venus verkleidet gewesen.

## Nachkommen
Aus Bernhards Ehe mit Judith entstammten vier Kinder:
- Ulrich III. von Spanheim († 27. Oktober 1269 in Cividale del Friuli), Herzog von Kärnten 1256 bis 1269, Herr von Krain seit 1251
- Philipp von Spanheim (* 1220, † 22. Juli 1279 in Krems), erwählter Erzbischof von Salzburg 1247–1256, Patriarch von Aquileia 1269–1272
- Margarethe († 1249)
- Bernhard († vor 1249)